# 松ヶ枝町 (境港市)
松ヶ枝町（まつがえちょう）は、鳥取県境港市の町名。郵便番号は684-0005（境港郵便局管区）。

## 歴史
松ヶ枝町は、1870年9月から1887年8月に至るまでの境町の町名で、もとは境村の一部だった。地内には江戸期より続く光祐寺があった。
1887年8月、境町の小町はいったん廃止され、単に「境町」とのみ呼称したが、1926年5月再び境町の大字「松ヶ枝町」として設定された。表記の方法は、大字の文字は表記せず、「境町松ヶ枝町」となった。
1935年の桜町大火で町域東部が羅災した。1945年の玉栄丸爆発事故では全町域が焼失した。第2次大戦後商店街に変化した。1965年には歩道アーケードが架設された。
1954年に境町が周辺の渡村・外江町・上道村・余子村・中浜村と合併して境港町となり、境港町の大字「松ヶ枝町」となった。1956年、市制施行に伴い境港市の町名「松ヶ枝町」となった。

## 世帯数と人口
2022年（令和4年）7月31日現在の世帯数と人口は以下の通りである。
| 町丁     | 世帯数 | 人口 |
| -------- | ------ | ---- |
| 松ヶ枝町 | 53世帯 | 91人 |

### 世帯数と人口の変遷
明治初年の戸数・人口は1丁目227・840、2丁目81・289、3丁目53・207、4丁目42・163。世帯数・人口は1955年、98・411。1980年、94・314。

## 経済

### 産業
1871年（明治4年）4月に記帳された『市中商売根帳』（花町面谷宏家蔵）によると、松ヶ枝町は「木綿仲買7戸、古手仲買1戸、綿仲買6戸、諸品仲買5戸、太物小間物2戸、雑穀荒物6戸、造酒株1戸、質屋2戸、宿屋3戸、船方小宿4戸、飯盛宿3戸、渡海船頭8戸、中背稼55戸、釣漁渡世9戸、鍛冶職3戸、綿打職4戸、大工職4戸、船大工職4戸、帆木綿仕出職1戸、桶屋職2戸、搗米屋6戸、刻煙草業2戸、豆腐屋1戸、蕎麦屋3戸、糀屋家業2戸、造酢屋2戸、焼酢屋2戸、髪結5戸、瓦屋1戸、左官4戸、古道具屋1戸、金物類1戸、口銀師2戸、鋳懸屋1戸、米子飛脚1戸」である。
| 店・企業 - 秋本米穀店 - 板倉博商店 - 一畑トラベルサービス - えんどう酒店 - 小川食料品店 - 神戸ベーカリー 水木ロード店 - 京久野履物店 - じげの物産館 - 菅田商店 - 柏木商会 - 千代むすび酒造 大正橋売店 - 辰巳屋商店 - 戸田油店 - 新田文具店 - 福祉の店浜っ子 - 松下酒店 - ワダ時計店 - 米子情報処理センター 鬼太郎関連の店・企業 - いこいの館 鬼太郎 - 鬼太郎の里わたなべ - 砂かけ屋 - 千年王国水木しげる文庫 - ぬりかべ商店 - 妖怪がまぐち - 妖怪工房 - 妖怪饅頭2号店 | 旅館 - 大江旅館 - 美佐 飲食店 - おやじ - クプクプ - みづき屋 - よむらっ家 組合 - 島根県かにかご漁業組合 - 松ケ枝町米穀小売企業組合 かつて存在した商工業者 - 里見周三（醤油製造、里見合資会社代表社員） - 政治家としては境町会議員をつとめた。 - 角庸夫（雑穀、砂糖、乾物） - 松下専次郎（金銭貸付業、質屋） かつて存在した企業 - 合資会社丸安箪笥店 - 目的は和洋家具製作販売。設立年月日は1928年3月5日。代表社員は安達善一郎。 - 合名会社永谷元葉園 支店 - 目的は宇治茶製造並びに製品精選茶の購買及び販売卸売並びに小売。設立年月日は1934年2月20日。 - 境實業新報 本店 - 目的は新聞発行業。設立年月日は1931年3月21日。 - 境印刷 - 西日本産業 支店 - 目的は木材及び其の他物品生産加工売買配給。設立年月は1940年12月。 |

## 地域

### 健康
かつて松ヶ枝町に居住した医師
- 祝洋之助[13]
- 手島安市[14]

## 小・中学校の学区
市立小・中学校に通う場合、学区は以下の通りとなる。
| 番地 | 小学校           | 中学校             |
| ---- | ---------------- | ------------------ |
| 全域 | 境港市立境小学校 | 境港市立第一中学校 |

## 交通

### 鉄道
町内に鉄道駅はない。

### 道路
- 水木しげるロード

## 施設
公共
- 松ヶ枝町公衆トイレ

宗教
- 光祐寺（浄土宗）[5] - 1956年、馬場崎町に移転した。

## 出身・ゆかりのある人物
- 里見富次（内務官僚） - 帝都高速度交通営団理事。
- 松下整吉（松下酒店社長、境港商工会議所副会頭）
- 西村絜（陸軍建技大尉）